# Prossen
Prossen ist ein Ortsteil der Stadt Bad Schandau im Landkreis Sächsische Schweiz-Osterzgebirge in Sachsen. 2009 zählte Prossen 456 Einwohner (1999: 580 Einwohner).

## Details
Der Ort liegt direkt an der Elbe mit dem Elberadweg, nur knapp drei Kilometer flussabwärts von Bad Schandau. Er verfügt über eine Anlegestelle der Sächsischen Dampfschiffahrt.
Prossen war bis 2018 staatlich anerkannter Erholungsort.

## Eingemeindung
Am 1. März 1994 schlossen sich Prossen und Porschdorf zur Gemeinde Porschdorf zusammen. Seit ihrer Eingemeindung nach Bad Schandau am 1. Januar 2012 gehört Prossen als Ortsteil zu dieser Stadt.

## Schutzhafen Prossen

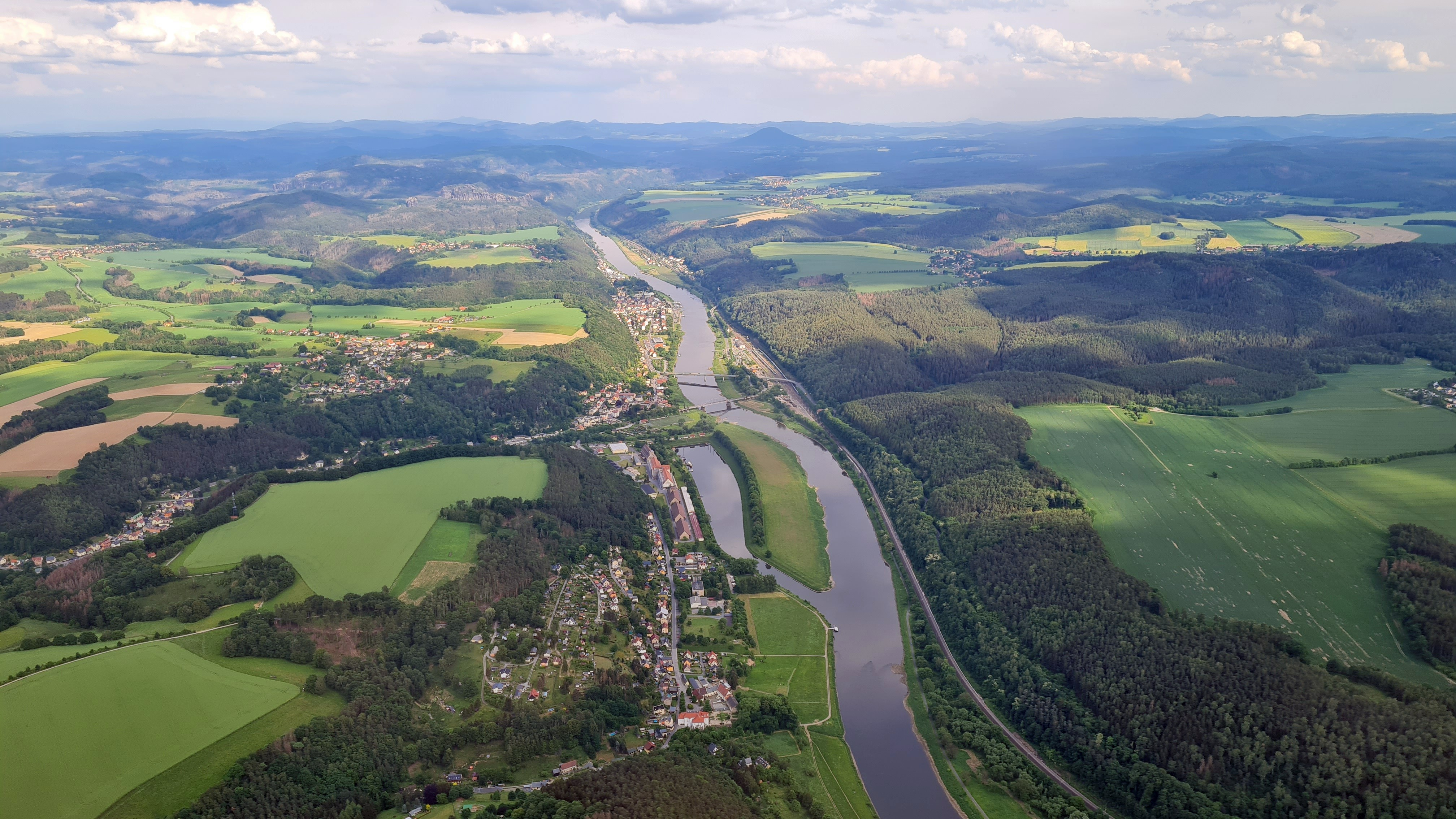
Schutzhafen Prossen

Der südöstlich des Ortes gelegene Schutzhafen Prossen ist eine Anlage des Bundeswasserstraßensystems. Er ist in der ausgedehnten Schwemmlandebene an der Mündung des Lachsbaches in die Elbe zum Schutz der Schifffahrt vor Hochwasser und Eisgang angelegt worden. Dessen Bauzeit begann 1921 und die Inbetriebnahme erfolgte am 5. November 1924. Das Hafenbecken ist 670 m lang und 90 m breit.
Der Hafen dient auch Wassersportlern und Freizeitkapitänen. Ein kultureller Höhepunkt ist die alljährlich am dritten Samstag im Januar gefeierte Schifferfastnacht.

## Kulturdenkmale

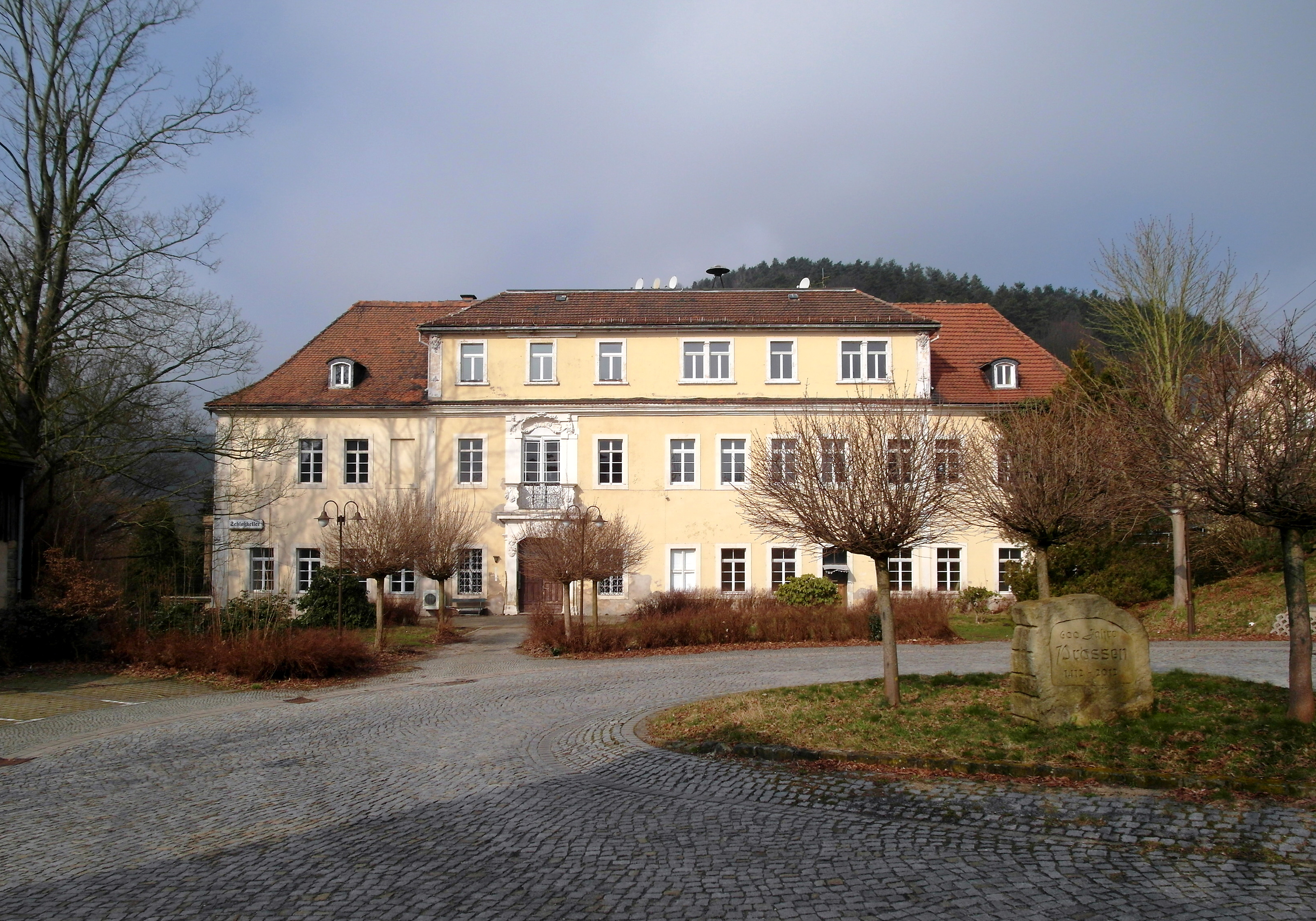
Schloss Prossen (2016)

In der Liste der Kulturdenkmale in Bad Schandau sind für Prossen zehn Kulturdenkmale aufgeführt, darunter das „Schloss Prossen“, ein ehemaliges Rittergut.